# Asarum nomadakense
Asarum nomadakense là một loài thực vật có hoa trong họ Aristolochiaceae. Loài này được Hatus. mô tả khoa học đầu tiên năm 1968.